# Stemona parviflora
Stemona parviflora là một loài thực vật có hoa trong họ Stemonaceae. Loài này được C.H.Wright miêu tả khoa học đầu tiên năm 1896.